# Gecarcoidea natalis
El cangrejo rojo de la isla de Navidad (Gecarcoidea natalis) es una especie de crustáceo decápodo de la familia Gecarcinidae que vive en la isla de Navidad y en las islas Cocos. Presentan en su migración una maravilla en el mundo natural ya que viajan miles al océano a poner sus huevos pero deben superar peligros para llegar al litoral. Aunque la hormiga loca diezma las poblaciones y se encontró una forma de acabarla la hormiga de la isla, a partir de 2018 no ha sido evaluado por la UICN.

## Descripción
Los cangrejos rojos son grandes, hasta 16 cm de ancho del caparazón; las hembras son más pequeñas. Viven hasta 3 años; las larvas son más pequeñas que un grano de arroz. Tienen un color rojo brillante de allí viene su nombre, aunque hay raramente de color naranja.
Tienen 10 patas, pero solamente 8 sirven para caminar. El primer par está modificado como apéndices de sujeción llamados quelípedos, que conocemos como pinzas o tenazas. Sirven además para pelear entre machos y para asistir durante la reproducción. Ambos son del mismo tamaño.

### Alimentación
Son omnívoros y carroñeros oportunistas. Comen hojas, frutas, flores y plántulas, pero comen basura. El caracol gigante africano no nativo también es otra opción alimenticia para los cangrejos. Los cangrejos rojos prácticamente no tienen competencia por la comida debido a su dominio del suelo del bosque.

## Migración
Los cangrejos muestran una inmensa migración de millones de su clase que llegan desde la montaña hasta el litoral; deben enfrentar muchos peligros. Finalmente, se preparan para el desove en la costa del océano Índico.

### Apareamiento y reproducción

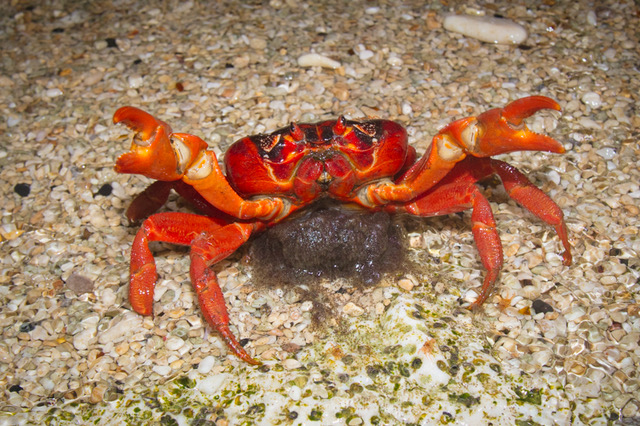
Cangrejo hembra dispersando sus huevos.

La migración comienza en época húmeda. Como sus parientes americanos deben bajar de la selva hacia el litoral, aparearse y las hembras deben esperar la luna llena para depositar sus huevos en el mar; después de meses las larvas que sobreviven de los depredadores marinos llegan a la tierra, esquivando hormigas y aves.

### Depredadores
Estos cangrejos, en estado de adulto y estado larval, tienen mucho tipos de depredadores como la extinta rata maclear, la hormiga loca, la fragata de la isla de Navidad; las larvas son comidas por los tiburones ballenas y las mantarrayas. 

## Relación con los humanos
Durante su migración anual de reproducción, los cangrejos rojos a menudo tienen que cruzar caminos, a veces hasta 3 o 4, para llegar a sus zonas de reproducción y luego regresar al bosque. Como resultado, los cangrejos rojos son frecuentemente aplastados por vehículos y a veces causan accidentes debido a sus exoesqueletos resistentes que son capaces de perforar los neumáticos. Para garantizar la seguridad de las poblaciones, los cangrejos y los humanos, los guarda parques locales trabajan arduamente para garantizar que los cangrejos puedan viajar de manera segura desde el centro de la isla hasta el mar; a lo largo de caminos muy transitados, establecieron barreras de aluminio llamadas "cercas de cangrejo", cuyo propósito es canalizar a los cangrejos hacia pequeños pasos subterráneos llamados "rejillas de cangrejo" para que puedan cruzar los caminos debajo con seguridad. En los últimos años, los habitantes humanos de la isla de Navidad se han vuelto más tolerantes y respetuosos con los cangrejos durante su migración anual y ahora son más cautelosos mientras conducen, lo que ayuda a minimizar las bajas de cangrejos. Además, "también se ha construido un puente de cinco metros de altura en un punto a lo largo del camino para ayudar a los cangrejos a cruzar la isla y continuar su migración".

## Población
Las encuestas han encontrado una densidad de 0.09-0.57 cangrejos rojos adultos por metro cuadrado, lo que equivale a una población total estimada de 43.7 millones en la isla de Navidad. Hay menos información disponible para la población en las islas Cocos (Keeling) , pero los números son relativamente bajos. Según la evidencia genética, parece que los cangrejos rojos Cocos (Keeling) son inmigrantes relativamente recientes de la isla de Navidad, y para fines de conservación, los dos pueden manejarse como una sola población.

## Galería

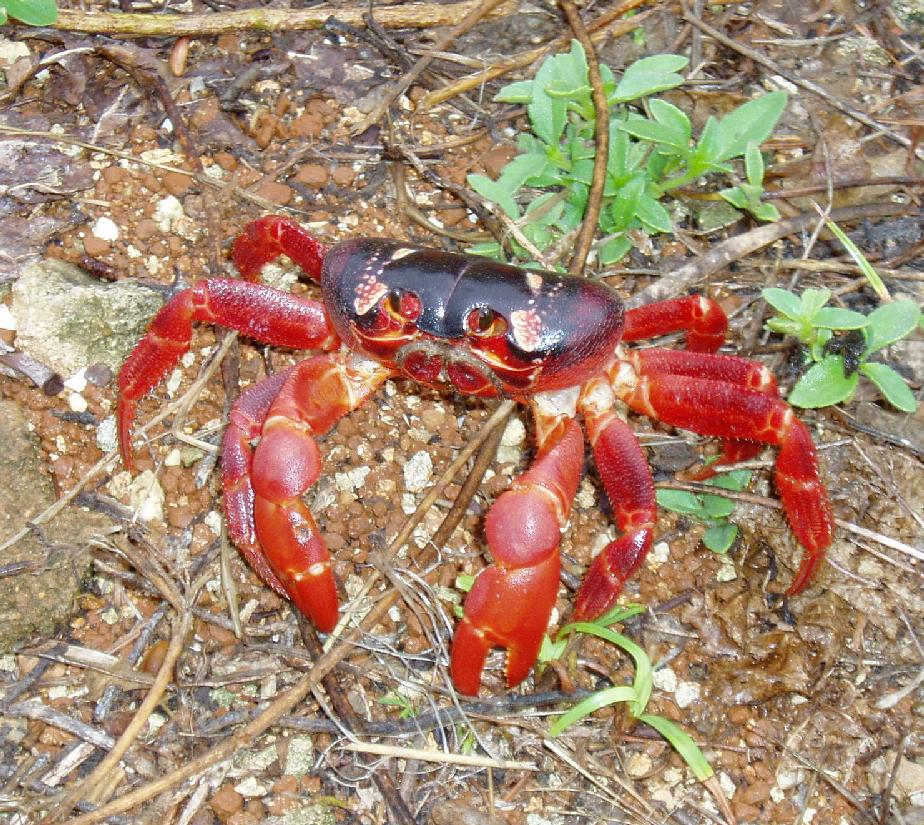
Cangrejo rojo
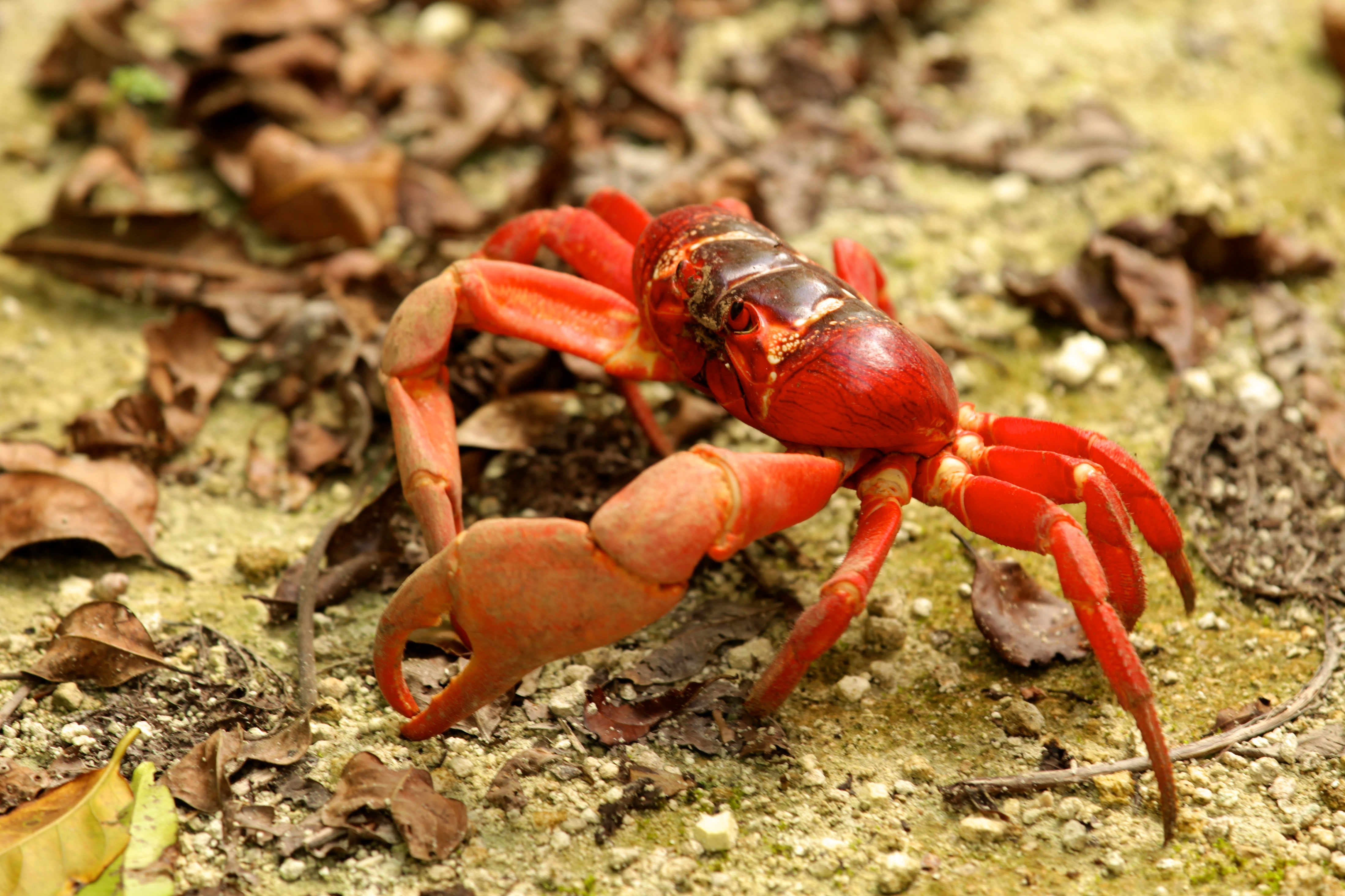
Vista lateral
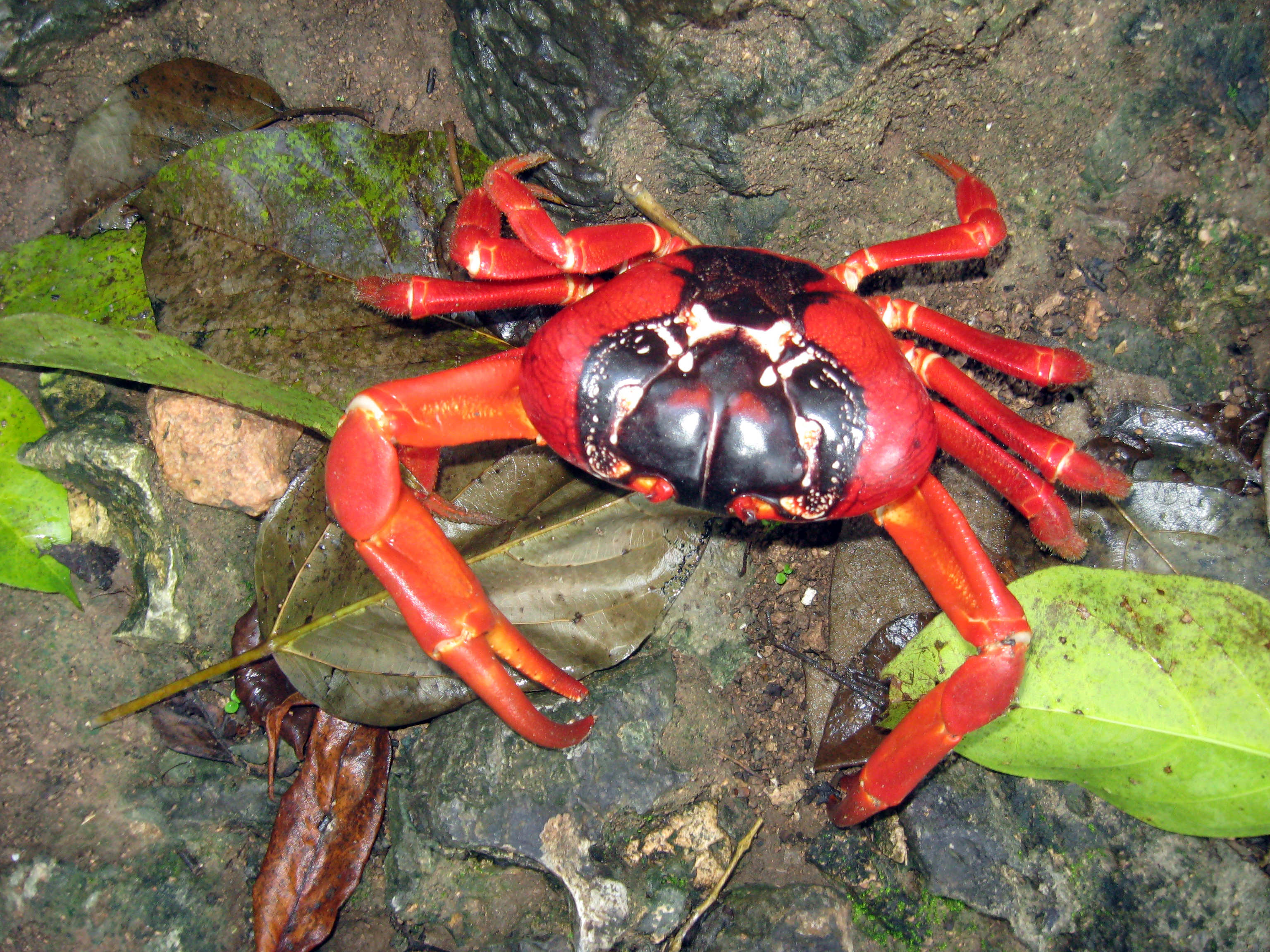
Vista dorsal
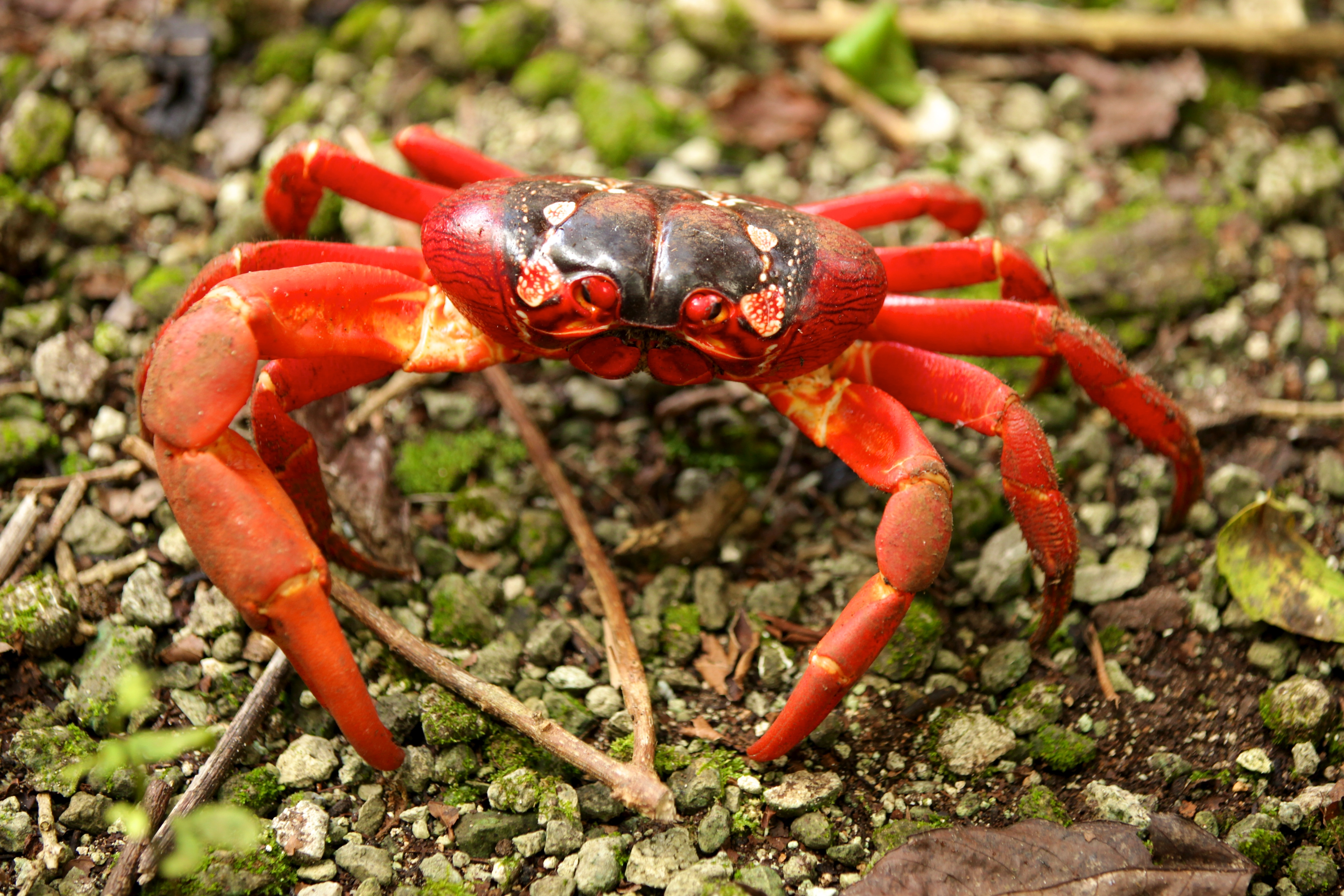
Vista frontal
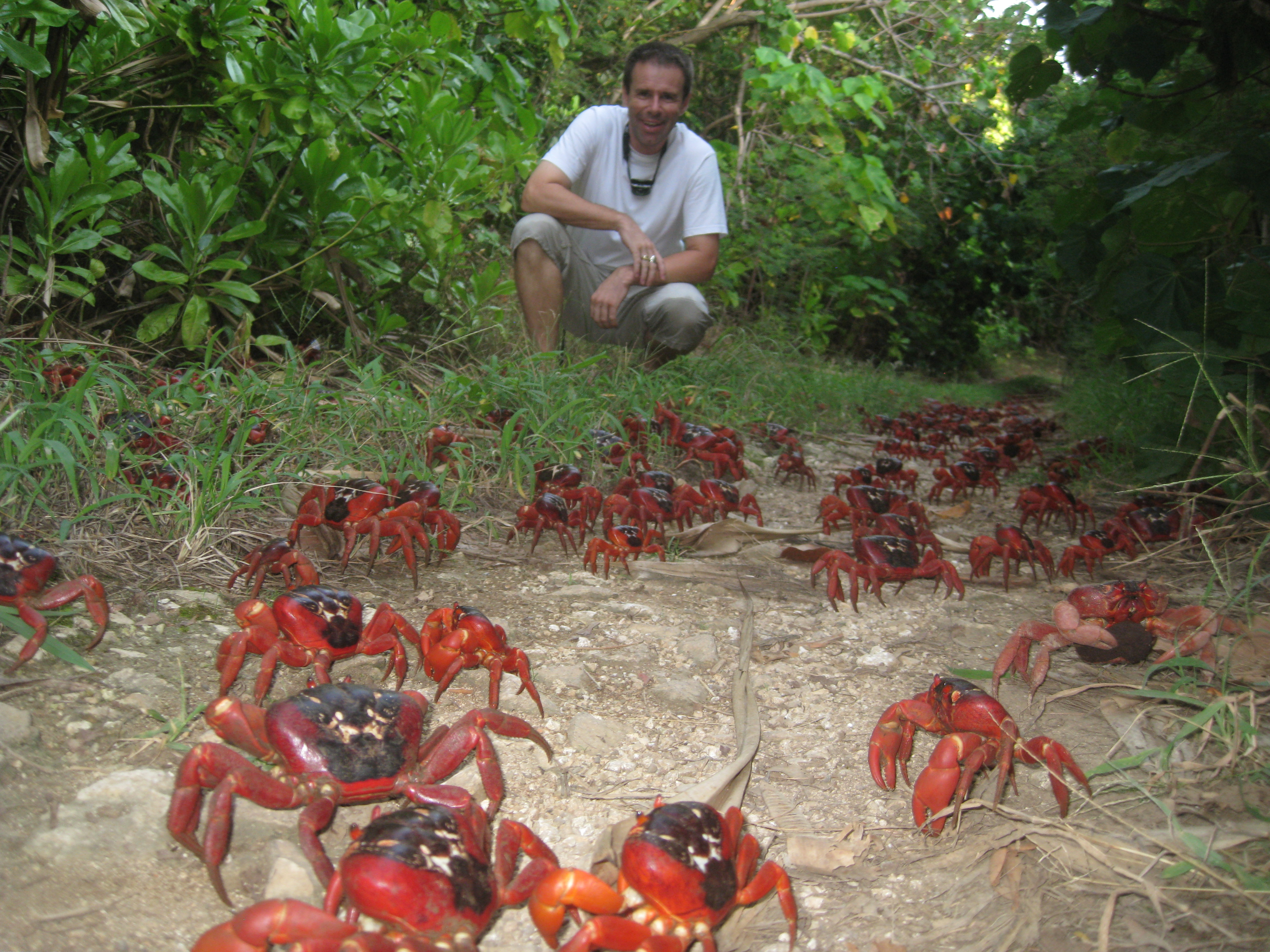
Cangrejos en migración